# Lestodiplosis cossae
Lestodiplosis cossae är en tvåvingeart som först beskrevs av Shimer 1869.  Lestodiplosis cossae ingår i släktet Lestodiplosis och familjen gallmyggor.
Artens utbredningsområde är Illinois. Inga underarter finns listade i Catalogue of Life.